# Hololepta populnea
Hololepta populnea är en skalbaggsart som beskrevs av J. L. Leconte 1851. Hololepta populnea ingår i släktet Hololepta och familjen stumpbaggar. Inga underarter finns listade i Catalogue of Life.